# Błotnik
Błotnik est un démon de la mythologie slave qui occupe les marais. Son nom vient de l'ancien polonais et signifie « boue » ou « flaque ».
Il est souvent associé à Boruta, le diable polonais le plus connu de la ville polonaise de Łęczyca.